# Melissoptila flaviventris
Melissoptila flaviventris är en biart som först beskrevs av Heinrich Friese 1908.  Melissoptila flaviventris ingår i släktet Melissoptila och familjen långtungebin. Inga underarter finns listade i Catalogue of Life.